# نجيب زبيب
نجيب زبيب، أديب وباحث ومؤرخ وشاعر لبناني، نظم الشعر في سن مبكرة، وهو مربٍّ معروف تولى التعليم أستاذا للغة العربية في لبنان وخارجه منذ نصف قرن.

## نشأته
ولد الشاعر نجيب زبيب في بلدة النميرية، قضاء النبطية، في الخامس من شهر آذار عام 1933م، وفيها تعلم القرآن الكريم وأنهى الصفوف الابتدائية، ثم انتقل إلى بيروت بعد وفاة والده الشيخ محمود زبيب. درس في الكلية العاملية حاصلا على شهادة البكالوريا الفرع الأدبي. التحق بعدها بسلك التعليم ودرَّس في عدد من المدارس الرسمية والخاصة في مختلف المناطق اللبنانية منها مدرسة شبعا الرسمية ومدرسة مرستي ورأس المتن وبرج البراجنة في جبل لبنان. سافر في بعثة تعليمية رسمية إلى المغرب العربي في فجر استقلاله (1959- 1964) حيث عُيِّن في مدينة تطوان أستاذاً للغة العربية والتاريخ الإسلامي، ثم أسندت إليه فيما بعد مادة الترجمة من الأسبانية إلى العربية وبالعكس. تابع تحصيله العلمي في مدريد، إسبانيا في جامعة أنطونيو دي نيبريخا حيث نال شهادة الدراسات العليا في اللغة وتاريخ الفكر الإسباني المعاصر، كما حصل أيضا على شهادة الدراسات العليا في الجغرافية».
ولد الاديب نجيب زبيب في عائلة عريقة في العلم والدين، ضمن جو أسري متميز بالثقافة والمعرفة فنشأ ناظما للشعر وهو مايزال فتى يافعا.و ظهرت مواهبه الشعرية بديهة سيالة في وقت مبكر جداً.. فلم يجد عناء في نظم القصيدة. وتميز ببراعته في بحور الشعر. ومن النوادر التي يرويها المقربون منه، أن المراسلة بينه وبين أخيه الأكبر عندما كان في الغربة، كانت عبارة عن رسائل شعرية وخطابات مسجعه أو مقفاه. وكان له أشعارا وكتبا عديدة في صغره لكنها لم تنشر لانه لم يتفرغ للكتابة ونظم الشعر والتأليف والنشر إلا بعد أن تقاعد من وظيفته عام 1997.
لكن انطلاقته، وان بدأت بعد التقاعد، فقد حققت انتشاراً واسعاً وتقديراً واهتماماً كبيرين..فنشرت مؤلفاته في بقاع الأرض  وتصدرت مكتبات عالمية عديدة كمكتبة الكونغرس الأميركي  والجامعة العربية ومكتبة الإسكندرية والقاهرة وعين شمس والعديد من مكتبات الجامعات في أمريكا أهمها جامعة هارفرد، وبرنستن، ويال، كورنيل، كولومبيا  وبيركلي  وغيرها الكثير كما تصدرت أهم جامعات كندا  وأوروبا مثل اوكسفورد في بريطانيا وفي وبلدان عربية وفي المكتبة الوطنية الإسرائيلية.

## مؤلفاته
- دولة التشيُّع في بلاد المغرب. (دارالأمير ـ بيروت) – 1993
- المحيط الكوني وأسراره (دار الأمير ـ بيروت) - 1994
- الموسوعة العامة لتاريخ المغرب والأ ندلس 5 /1 (دارالأمير ـ بيروت) 1995
- الجنوب والمسار الخاطئ لنجمة داوود.(دارالمحجَّة ـ ودارالرسول الأعظم) 1999
- سلسلة تراجم العظماء. تصدر تباعاً (عن دار الهادي) صدرمنها ومنذ العام 1999 . '''ومنها حتى الآن الكتب التالية:
- رمال حسن رمال . (دار الهادي) 1999
- طاغور. (دار الهادي) 1999
- عمر المختار. (دار الهادي) 1999
- حسن كامل الصبّاح. (دار الهادي) 2001
- ابن رشد. (دار الهادي) 2001
- خير الدين بربروسا (دار الهادي) 2001
- روجر- الأول والثاني - (دار الهادي) 2003
- ابن خلدون - (دار الهادي) 2003
- عبد الكريم الخطابي - (دار الهادي) 2003
- ابن طفيل (دار الهادي)2009
- محمد الفاتح (دار الهادي)2009
- المرصعات الشعرية بالآيات القرآنية (شعر) (دار الهادي) 2001
- رقصة الشياطين {ملحمة شعريَّة}. (دارالهادي) 2001
- التاريخ الحقيقي لليهود منذ نشأتهم الأولى وحتى الآن (دارالهادي ـ بيروت) 2002
- مارينا {ذكرى وتنهيدة} (شعر) (دارالمحجَّة ـ ودارالرسول الأعظم) 2004
- الكون العظيم. { أعماقه وخفاياه } (دارالهادي ـ بيروت) 2005

- ملحمة كربلاء - ملحمة شعرية - إصدار خاص

قدم للعديد من الكتب منها الصحّاف وأسرار سقوط بغداد -دار الأمير للثقافة والعلوم، 2003، وتغريدة الشحرورة صدر عن دار الولاء لصناعة النشر، عبق الورود وشلقة ججر ـ إصدارات خاصة.
له لقاءات تلفزيونيّة ومشاركات عديدة في كثير من الندوات الفكريَّة والشعريَّة في لبنان وخارجه، ونُشر له الكثير من القصائد والمقالات في المجلات والصحف، في كل من لبنان- المغرب- أميركا- وكندا.

## جوائز وتكريمات

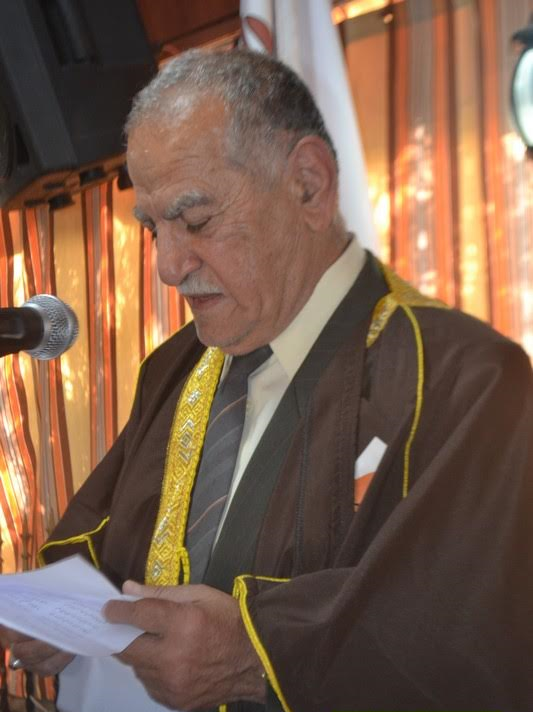
الشاعر نجيب زبيب مرتديا عباءة الشعر التي قدمها له منتدى الأرز الثقافي في حفل تكريمه في أبريل 16, 2016

حاز الأديب الشاعر نجيب زبيب على العديد من الجوائز والدروع منها: 
- شهادة شكر وتقدير من الديوان الملكي المغربي – الرباط. ـ تنويه وزارة التربية الوطنيَّة والشباب والرياضة.
- درع الوفاء والتقدير من منطقـة بيروت التربويَّة.
- درع الوفاء والعطاء من المجلس الوطني لقدامى موظفي الدولـة.
- درع تقدير ووفاء وعباءة الشعر من منتدى الأرز الثقافي مجموعة الوادي الإعلامية ـ أنصار/لبنان- في حفل حاشد بالوجه الثقافية والأدبية تحولا إلى مهرجان شارك فيه كبار الشعراء من مختلف المناطق اللبنانية في 16/4/2016
- درع الإبداع والعطاء المميَّز في المهرجان الذي أقامته لجنة التنسيق بين الأندية والجمعيات في بلدية النبطية لعام 2007، بالتعاون مع دار الهادي وديوان الكتاب.
- شهادة تقدير من اتحاد الشباب الوطني ـ بيروت.
- تنويه اللجنة الوطنيَّة ليوم الأغذية العالمي الذي أقامته وزارة الزراعة بصفة عضو في لجنة التحكيم فيهـا.
- شهادة من وكالة الفضاء الأميركيَّة ناسا تشكره على المشاركة في رحلة استطلاع واستكشاف المريخ على متن المركبة روفر. بتاريخ 19/1/2000
- شهادة من وكالة الفضاء الأميركيَّة ناسا تشكره على المشاركة في إرسال اسمه على أسطوانة مدمجة إلى الكويكب بينو Bennu على متن المسبار الفضائي أوسايرس-ركس (مسبار) بتاريخ 4/19/2014
- شهادة من الجمعية الكوكبية -The Planetary Society - بتاريخ 18 أيار 2015 تشكره على المشاركة في إرسال صورته الشخصية - Selfie to Space- على متن الشراع الضوئي LitghtSail في رحلة تهدف إلى استكشاف الفضاء
- ـ شهادة من وكالة الفضاء الأميركية ناسا تشكره وتخبره بأن اسمه هو الآن في مكانين على سطح المريخ Landing Certificate الأول على فوهة Gusev Crater (Spirit) والثاني على مكان Meridiani Planum (Opportunity رقمها 1109793 في on June 7 2013